# Bury (Gran Mánchester)
Bury es una ciudad del distrito de Bury del Gran Mánchester, en el norte de Inglaterra, a orillas del río Irwell. Según el censo de 2011, Bury tenía 61 600 habitantes. El conjunto del municipio metropolitano de Bury tenía 185 060 habitantes.

## Economía local
La actividad industrial está especializada en el sector de la confección, de las fábricas de tinte y de artículos como el papel y los metales. Está bien comunicada mediante carreteras, ferrocarril y canales con las ciudades industriales más importantes de la región noroccidental. 
Su larga tradición como centro manufacturero de tejidos de lana se remonta al siglo XIV, en que los inmigrantes de origen flamenco introdujeron dicha actividad en la ciudad. En los primeros años del siglo XVIII la actividad dominante era la fabricación de telas de algodón, cuyo auge se mantuvo hasta la década de 1950.

## Personas destacadas
- Brooke Vincent (n. 1992), actriz
- Kieran Trippier, jugador del Newcastle United F. C.
- Philip John Neville, exfutbolista y entrenador
- Gary Alexander Neville, exfutbolista y entrenador